# Neiafu
Neiafu est la deuxième plus grande ville des Tonga, et la principale ville de l'archipel Vavaʻu. Elle compte une population de 6 000 personnes. Elle se situe sur la côte sud de l'île principale de Vava'u, à l'emplacement du Port du Refuge. Au nord-ouest de la ville se trouve le Mont Talau, haut de 131 m.

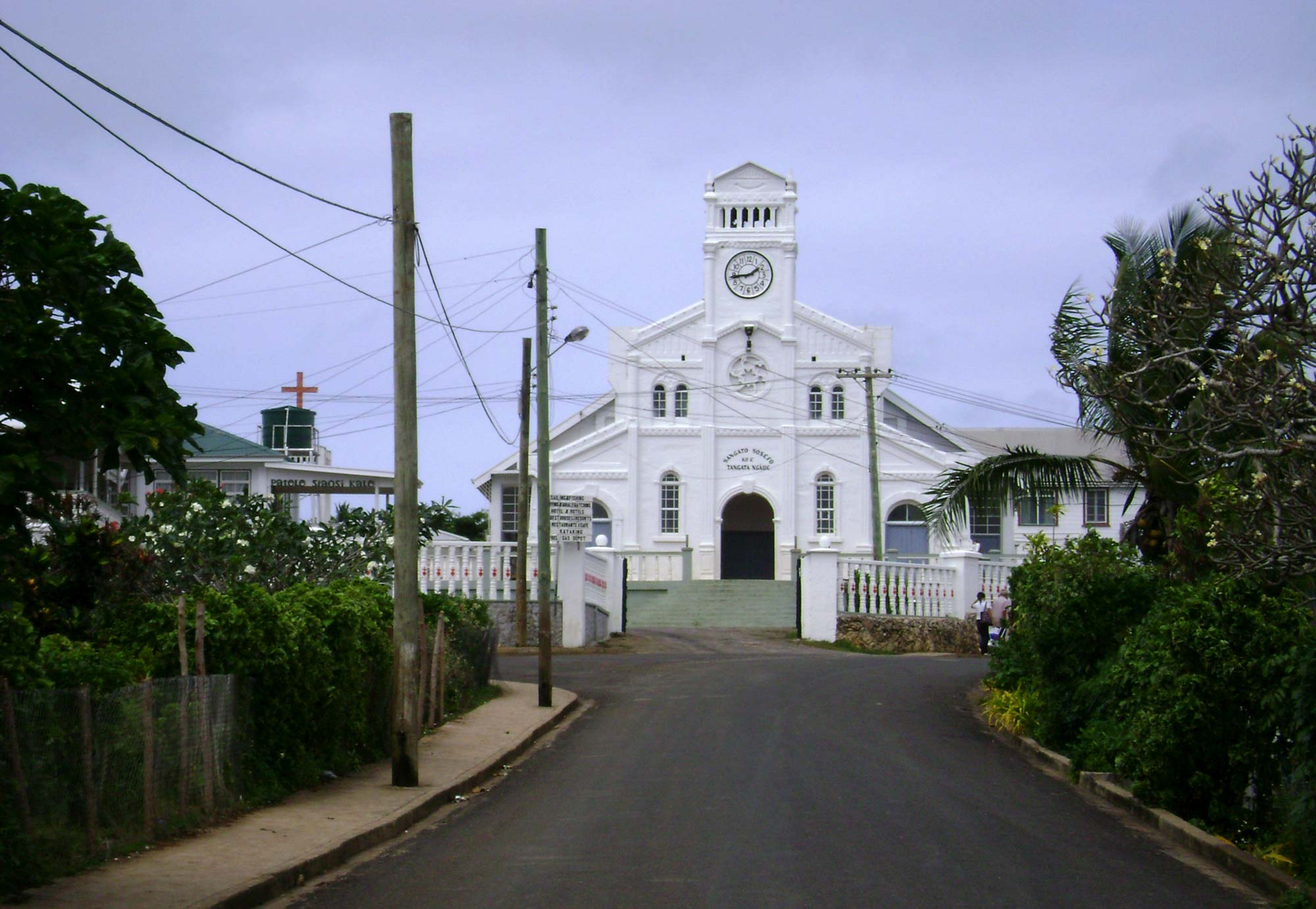
Église de Neiafu.

Neiafu est la capitale administrative de Vava'u, et on y trouve des bureaux du gouvernement, des banques, des écoles, une église, un commissariat de police et un hôpital. C'est également l'un des centres touristiques du pays.